# ویکتوریا ویویانز
ویکتوریا ویویانز (انگلیسی: Victoria Vivians؛ زادهٔ ۱۷ نوامبر ۱۹۹۴) بازیکن بسکتبال اهل ایالات متحده آمریکا است.